# Yulia Graudin
Yulia Graudin nacida Yulia Filippova (Moscú, Rusia, 13 de noviembre de 1970), es una atleta rusa retirada especializada en la prueba de 100 m vallas en la que llegó a ser subcampeona europea en 1994, su esposo Vladimir Graudin fue subcampeón mundial en pista cubierta en 1987 en los 800 m.

## Carrera deportiva
En el Campeonato Europeo de Atletismo de 1994 ganó la medalla de plata en los 100 metros vallas, con un tiempo de 12.93 segundos, llegando a meta tras la búlgara Svetla Dimitrova y por delante de otra búlgara Yordanka Donkova (bronce también con 12.93 s).
Al año siguiente, en el Mundial de Gotemburgo 1995 ganó la medalla de bronce en los 100 metros vallas, con un tiempo de 12.85 segundos, llegando a la meta tras la estadounidense Gail Devers y la kazaja Olga Shishigina.